# Dieter Kürten

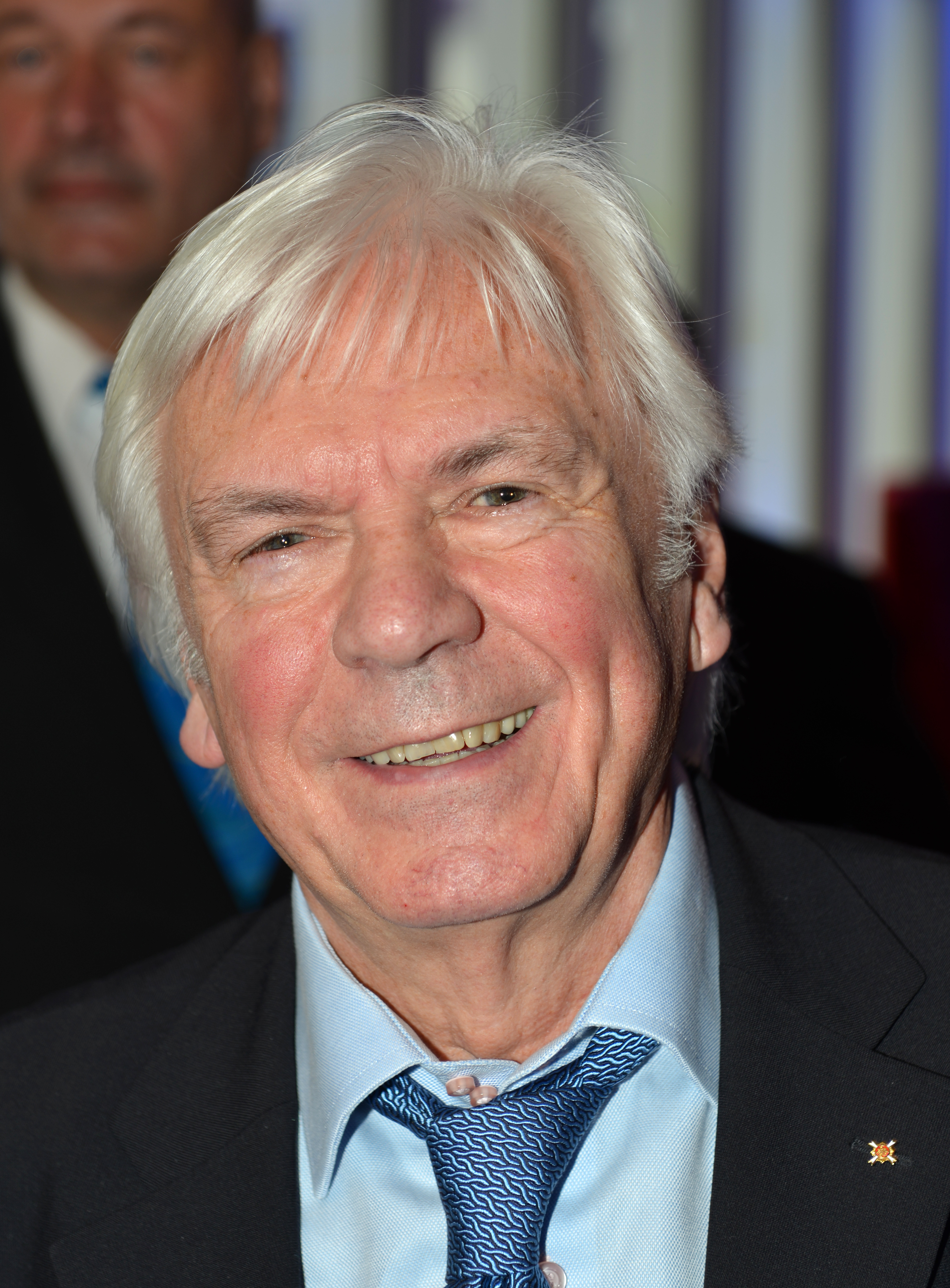
Dieter Kürten (2014)

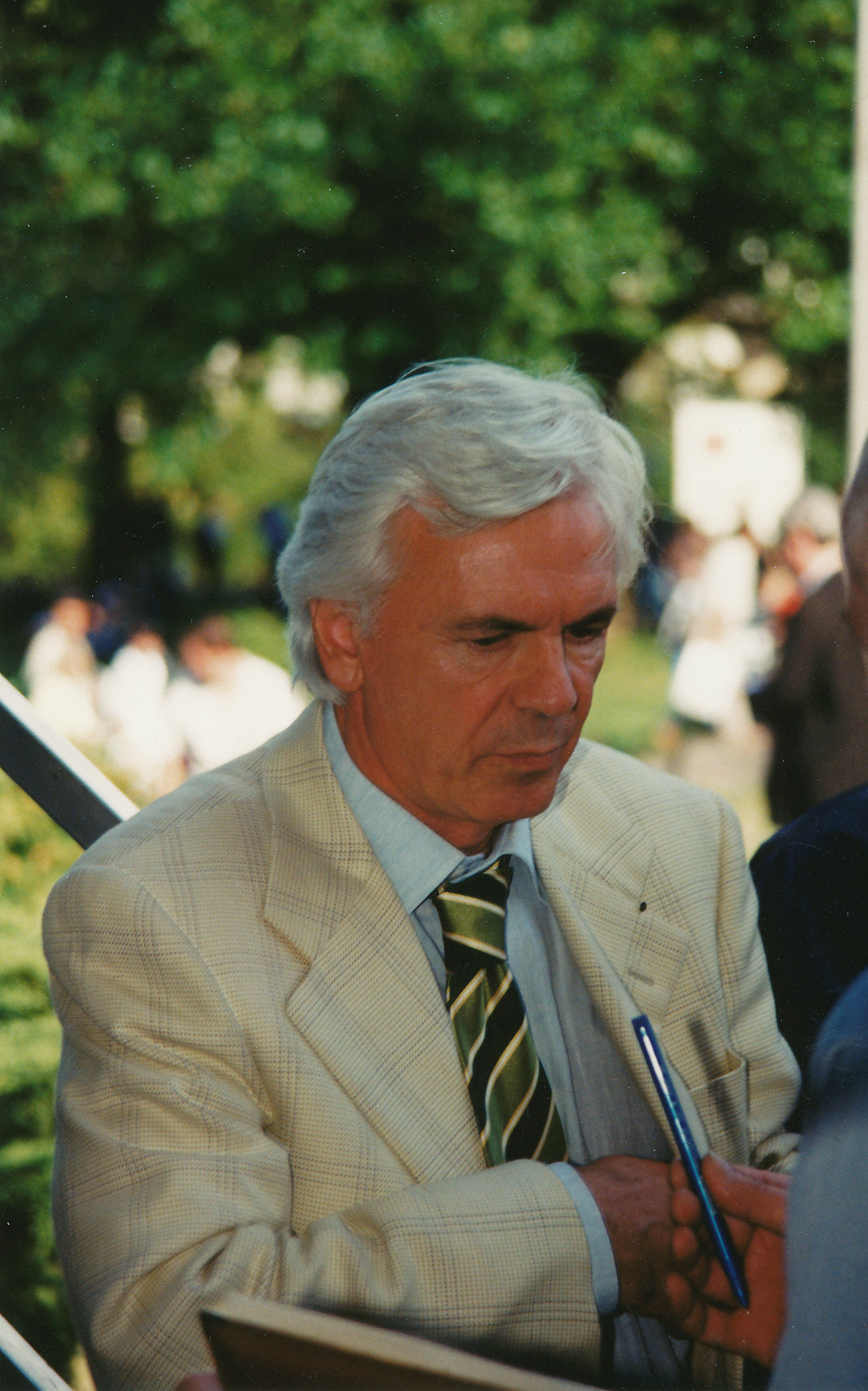
Dieter Kürten auf der Funkausstellung Berlin im September 2008

Dieter Kürten (* 23. April 1935 in Duisburg) ist ein deutscher Sportreporter.

## Karriere und Leben
Bekannt wurde Kürten vor allem durch die Moderation des Aktuellen Sportstudios im ZDF, für das er seit 1963 tätig war. Aber auch als Reporter und Moderator bei Fußballspielen, Weltmeisterschaften und Olympischen Spielen trat er in Erscheinung. Unter anderem kommentierte er für das ZDF das Finale der Fußball-Europameisterschaft 1980 und das Halbfinale der Fußball-Weltmeisterschaft 1990 zwischen Deutschland und England, das die deutsche Mannschaft im Elfmeterschießen gewann („… und er verschießt! Und damit sind wir’s …!“).
Kürten moderierte das Aktuelle Sportstudio vom 21. Oktober 1967 bis zum 30. September 2000 insgesamt 375-mal und erwarb sich damit den Spitznamen Mr. Sportstudio. Er moderierte es auch in der Sendung vom 16. Oktober 1971, in der ein Schimpanse Maria Weissmüller, der letzten Ehefrau des ehemaligen Schwimm-Olympiasiegers und Tarzan-Darstellers Johnny Weissmüller, die Perücke vom Kopf riss.
In den 1980er Jahren versuchte er sich vorübergehend im Showgeschäft. Wiederum im ZDF führte er 1983 durch die Sendereihe Ganz schön mutig (Regie: Dieter Pröttel). Das Format war allerdings mit sechs Folgen nur kurzzeitig erfolgreich.
Kürten hat zwei jüngere Brüder, darunter den Filmeditor Achim Kürten. Er ist verheiratet, lebt aber getrennt von seiner Frau. Mit ihr hat er einen Sohn und zwei Töchter, darunter Synchronsprecherin Dina Kürten.
Im Jahr 2012 erlitt Kürten in Wiesbaden auf offener Straße einen Herzinfarkt, wurde aber von einer zufällig anwesenden Altenpflegerin durch entsprechende Sofortmaßnahmen gerettet.

## Soziales Engagement
Dieter Kürten ist Schirmherr der Kampagne Der zweite Atem – Leben mit Lungenkrebs und engagiert sich seit vielen Jahren als Botschafter für die Kindernothilfe.
Außerdem engagiert er sich bei der Tour der Hoffnung, einer Benefizradtour zu Gunsten krebskranker Kinder.

## Auszeichnungen
- 1974: Krawattenmann des Jahres
- 1979: Goldener Gong für die Reportage Länderspiel: Bundesrepublik–Argentinien
- 1981: Goldene Kamera in der Kategorie Herausragender Sportreporter
- 2012: Hessischer Journalistenpreis für das bisherige Lebenswerk
- 2012: Hessischer Verdienstorden am Bande